# Marie Galante (film)
Marie Galante is een Amerikaanse dramafilm uit 1934 onder regie van Henry King. De film werd destijds in Nederland uitgebracht onder de titel In spionnenhanden.

## Verhaal
Marie Galante wordt geschaakt door een dronken zeekapitein en achtergelaten in Yucatán. Ze komt uiteindelijk als een zangeres terecht in een havencafé bij het Panamakanaal. Ze ontdekt er een samenzwering om de Amerikaanse vloot in het kanaal tot zinken te brengen. Die informatie kan ze doorspelen aan dr. Crawbett, die werkt voor de Amerikaanse geheime dienst.

## Rolverdeling
| Acteur         | Personage                |
| -------------- | ------------------------ |
| Spencer Tracy  | Dr. Crawbett             |
| Ketti Gallian  | Marie Galante            |
| Ned Sparks     | Plosser                  |
| Helen Morgan   | Juffrouw Tapia           |
| Sig Ruman      | Brogard                  |
| Leslie Fenton  | Generaal Saki Tenoki     |
| Arthur Byron   | Generaal Gerald Phillips |
| Robert Loraine | Ratcliff                 |
| Frank Darien   | Ellsworth                |